# Thorney Island
Thorney Island är en ö i Storbritannien.   Den ligger i riksdelen England, i den södra delen av landet, 90 km sydväst om huvudstaden London.